# Wynarka
Wynarka är en ort i Australien. Den ligger i kommunen Karoonda East Murray och delstaten South Australia, omkring 110 kilometer öster om delstatshuvudstaden Adelaide. Antalet invånare är 163.
Trakten runt Wynarka är nära nog obefolkad, med mindre än två invånare per kvadratkilometer.. Närmaste större samhälle är Karoonda, omkring 15 kilometer öster om Wynarka.
Trakten runt Wynarka består till största delen av jordbruksmark. Genomsnittlig årsnederbörd är 455 millimeter. Den regnigaste månaden är juni, med i genomsnitt 73 mm nederbörd, och den torraste är december, med 14 mm nederbörd.